# FC Northern
Der FC Northern (Football Club Northern) war ein schottischer Fußballverein aus dem Glasgower Stadtteil Springburn, welcher von 1874 bis 1897 existierte. Der Verein war 1883 eines der Gründungsmitglieder der Glasgow Football Association und 1893 der Scottish Football League Division Two.

## Geschichte
Der FC Northern wurde im Jahr 1874 in Springburn, einem nördlichen industriellen Stadtteil von Glasgow gegründet. Bei einem Treffen am 6. März 1883 im Carlton Place in Glasgow gründete Northern zusammen mit den Glasgow Rangers, dem FC Clyde und FC Queen’s Park, sowie die noch vor der Jahrhundertwende aufgelösten FC Partick und Pollokshields Athletic die Glasgow Football Association. Der Verband ist eine der ältesten Einrichtungen dieser Art im Fußball.
Acht Jahre später war Northern Gründungsmitglied der Scottish Football Alliance. Nachdem eine Reihe von Mannschaften die Alliance zwei Jahre später verlassen hatten, um sich der etablierten Scottish Football League anzuschließen, war auch der FC Northern darunter. Der Verein bildete mit anderen den Unterbau zur ersten Liga als Teil der neuen Division Two. Am Ende Saison 1893/94 mussten sich die drei schlechtesten platzierten Teams zu Wiederwahl stellen. Northern erhielt von den anderen Ligamitgliedern keine Wiederwahl und die Mannschaft schloss sich daraufhin wieder der Scottish Alliance an. Am Ende der Saison 1896/97 wurde die Alliance aufgelöst. Nach der Auflösung schlossen sich die restlichen Vereine der Scottish Football League an, die sich als Liga in Schottland etablieren konnte und seit 1891 den schottischen Meister ermittelt. Der FC Northern machte diesen Schritt nicht, sondern löste sich im Jahr 1897 ebenfalls auf.
Northern nahm zwischen 1875 und 1893 insgesamt 18 Mal am Scottish FA Cup teil. Größter Erfolg war das Erreichen der 4. Runde in der Pokalsaison 1876/77.

## Weblink
- FC Northern